# Gabrielle Jupp
Gabrielle Jupp est une gymnaste artistique britannique, née à Barnet le 12 juin 1997.

## Biographie
Gabrielle Jupp est médaillée d'argent du concours général par équipes aux Championnats d'Europe de gymnastique artistique féminine 2016 à Berne.

## Palmarès

### Championnats d'Europe
- Berne 2016
  -  médaille d'argent au concours général par équipes

### Championnats d'Europe junior
- Bruxelles 2012
  -  médaille de bronze au sol

### Festival olympique de la jeunesse européenne
- Trébizonde 2011
  -  médaille d'argent à la poutre